# Ellipteroides (Progonomyia) transvaalensis
Ellipteroides (Progonomyia) transvaalensis is een tweevleugelige uit de familie steltmuggen (Limoniidae). De soort komt voor in het Afrotropisch gebied.